# مؤهل (رتبة عسكرية)

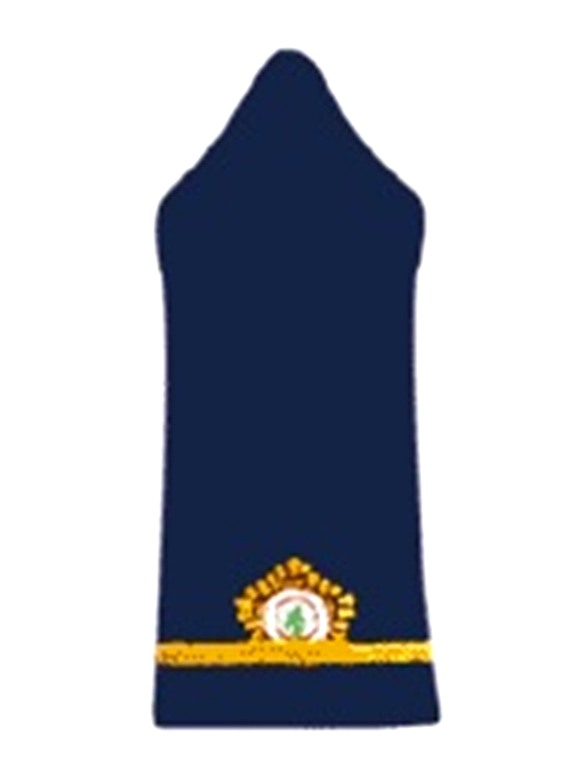
رتبة معاون

مؤهل (بالإنجليزية: Warrant Officer)‏ هي رتبة عسكرية لضباط الصف في الجيش اللبناني وهي أعلى من رتبة معاون أول وأقل من رتبة مؤهل أول.